# Arvid Axel Mardefelt
Arvid Axel Mardefelt (ur. 1655, zm. 18 maja 1708) – szwedzki baron, generał piechoty i poseł do Riksdagu który uważany jest za jednego z najwybitniejszych dowódców w historii „Trzech Koron”.

## Życiorys
Arvid Axel Mardefelt był synem feldmarszałka Conrada Mardefelta. Absolwent uniwersytetu w Greifswaldzie, uczestnik wojny duńsko-szwedzkiej (1675–1679), wojny Francji z Ligą Augsburską (1689–1697) i III wojny północnej (1700–1721).
W momencie wybuchu III wojny północnej dowodził wojskami szwedzkimi w Holsztynie. W czerwcu 1702 został głównodowodzącym armią szwedzką w Rzeczypospolitej. We wrześniu 1703 na czele kilkuset żołnierzy zdobył Poznań, w roku następnym skutecznie obronił miasto. W lutym 1706 wyróżnił się pod Wschową, jednak w październiku tego samego roku doznał klęski pod Kaliszem w wyniku której dostał się do niewoli z której wkrótce został wypuszczony. Nie utracił zaufania króla Szwecji Karola XII, który bardzo na niego liczył w decydującej fazie wojny z Rosją, jednak zanim do tego doszło Mardefelt który chorował na podagrę zmarł w maju 1708 na Litwie.